# West Babylon
West Babylon és una concentració de població designada pel cens dels Estats Units a l'estat de Nova York. Segons el cens del 2000 tenia 43.452 habitants.

## Demografia
Segons el cens del 2000, West Babylon tenia 43.452 habitants, 14.268 habitatges, i 10.943 famílies. La densitat de població era de 2.176 habitants per km².
Dels 14.268 habitatges en un 36,2% hi vivien nens de menys de 18 anys, en un 59,4% hi vivien parelles casades, en un 12,5% dones solteres, i en un 23,3% no eren unitats familiars. En el 18,4% dels habitatges hi vivien persones soles el 8,6% de les quals corresponia a persones de 65 anys o més que vivien soles. El nombre mitjà de persones vivint en cada habitatge era de 3 i el nombre mitjà de persones que vivien en cada família era de 3,42.
Per edats la població es repartia de la següent manera: un 25,6% tenia menys de 18 anys, un 7,1% entre 18 i 24, un 32,6% entre 25 i 44, un 21,6% de 45 a 60 i un 13,2% 65 anys o més.
L'edat mediana era de 36 anys. Per cada 100 dones de 18 o més anys hi havia 88,2 homes.
La renda mediana per habitatge era de 60.862 $ i la renda mediana per família de 67.015 $. Els homes tenien una renda mediana de 47.378 $ mentre que les dones 32.412 $. La renda per capita de la població era de 22.280 $. Entorn del 4,2% de les famílies i el 6,2% de la població estaven per davall del llindar de pobresa.